# Bengt Åkesson
Bengt Åke Åkesson, född 2 juni 1932 i Lund, är en svensk hållfasthetsteoretiker. 
År 1970 blev han professor i hållfasthetslära vid Chalmers tekniska högskola. Under hans ledning erhöll avdelningen för Hållfasthetslära vid Chalmers en erkänd internationell position. Från mitten av 1990-talet var Åkesson engagerad i forskning om järnvägsmekanik, Charmec.
Framför allt har han varit engagerad i fortbildningsfrågor. Vid sidan av sin akademiska karriär har han bedrivit konsultverksamhet, som innefattar kontakter med Volvo, Götaverken, Stena Line med mera. 
Han är professor emeritus och invaldes 1983 som ledamot av Ingenjörsvetenskapsakademien. År 1999 tilldelades han Chalmersmedaljen. 